# کالج سنت جیمز

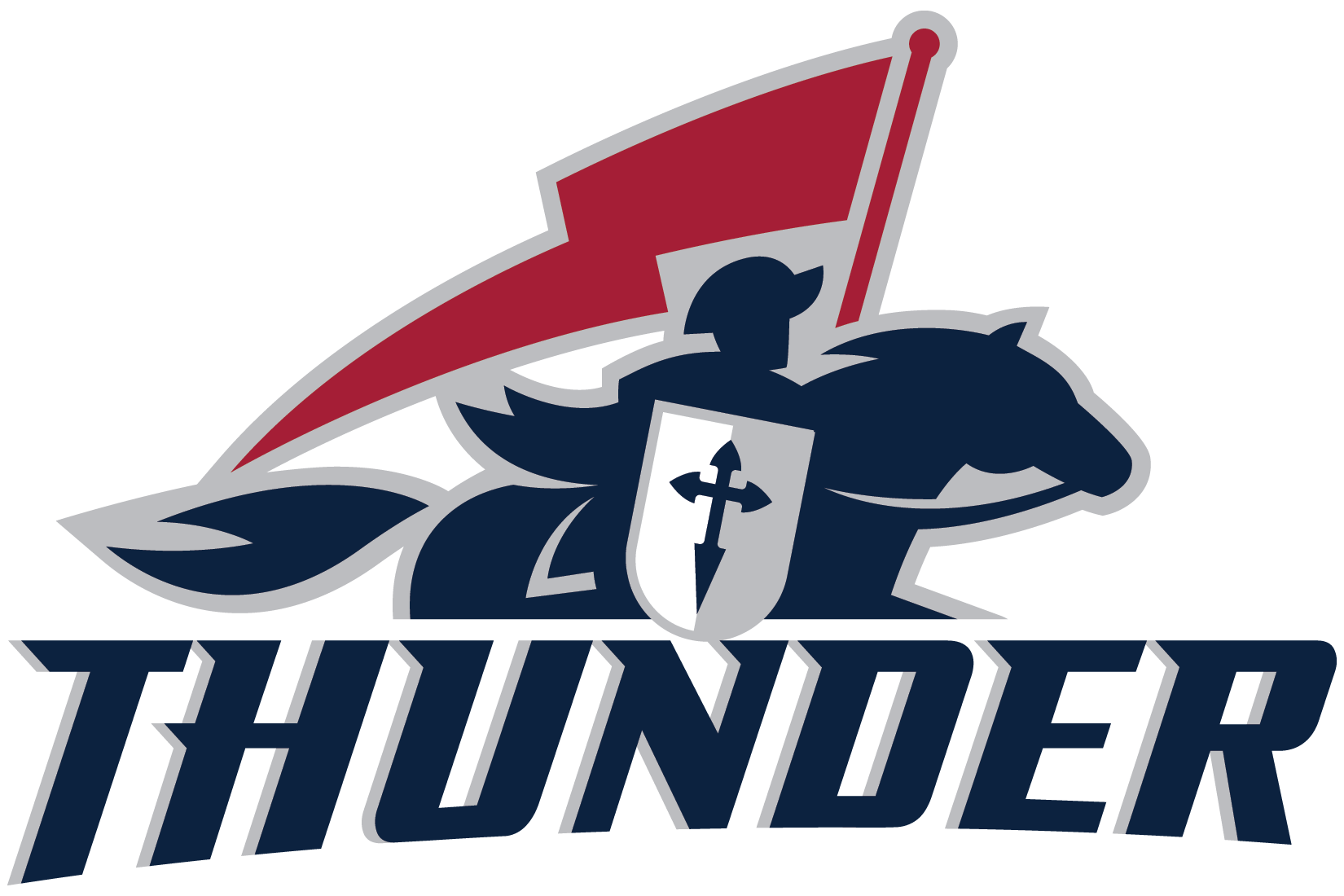
آرم کالج سنت جیمز

کالج سنت جیمز یکی از دانشگاه‌های معتبر آمریکا است. این کالج در حوزه پزشکی در میان دیگر دانشگاه‌های جهان مطرح است.  برای مثال در دانشگاه سن جیمز ۱۲ هزار تصویر پزشکی بر روی دیسکهای لیزری ذخیره شده‌است . 